# Сей (коммуна)
Сей (фр. Seilh, окс. Selh) — коммуна во Франции, находится в регионе Юг — Пиренеи. Департамент — Верхняя Гаронна. Входит в состав кантона Гренад. Округ коммуны — Тулуза.
Код INSEE коммуны — 31541.

## География

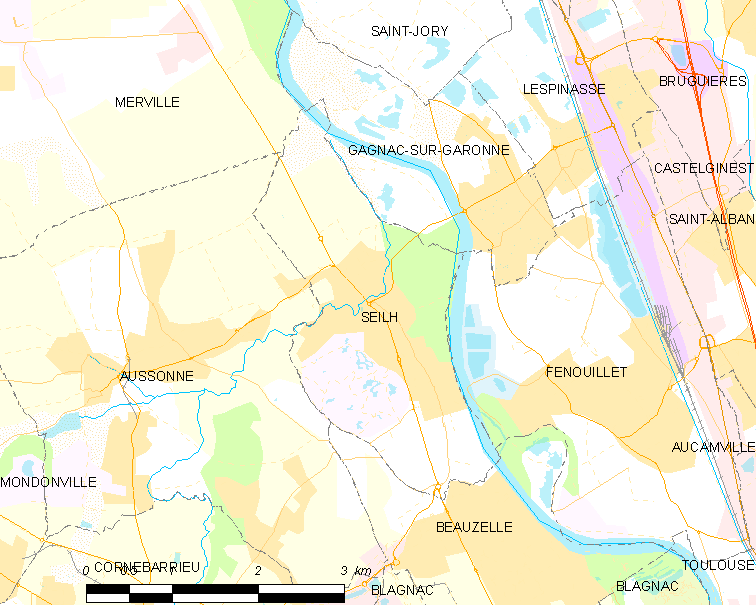
Карта коммуны

Коммуна расположена приблизительно в 580 км к югу от Парижа, в 13 км к северо-западу от Тулузы.
По территории коммуны протекает река Гаронна и её приток — река Оссоннель.

## Климат
Климат умеренно-океанический. Зима мягкая и снежная, весна характеризуется сильными дождями и грозами, лето сухое и жаркое, осень солнечная. Преобладают сильные юго-восточные и северо-западные ветры.

## Население
Население коммуны на 2010 год составляло 3065 человек.
| 1962 | 1968 | 1975 | 1982 | 1990 | 1999 | 2010 |
| ---- | ---- | ---- | ---- | ---- | ---- | ---- |
| 394  | 449  | 492  | 621  | 816  | 2086 | 3065 |

## Администрация
| Период | Период | Фамилия          | Партия                   | Примечания |
| ------ | ------ | ---------------- | ------------------------ | ---------- |
| 1971   | 1977   | Фернан Мюноз     |                          |            |
| 1977   | 2001   | Жан Кабаль       |                          |            |
| 2001   | 2008   | Люсьен Вильбас   |                          |            |
| 2008   | 2014   | Ги Лозано        | Радикальная левая партия |            |
| 2014   | 2020   | Жан-Луи Мьежвиль |                          |            |

## Экономика
В 2010 году среди 2225 человек трудоспособного возраста (15—64 лет) 1801 были экономически активными, 424 — неактивными (показатель активности — 80,9 %, в 1999 году было 78,0 %). Из 1801 активных жителей работали 1666 человек (928 мужчин и 738 женщин), безработных было 135 (68 мужчин и 67 женщин). Среди 424 неактивных 197 человек были учениками или студентами, 112 — пенсионерами, 115 были неактивными по другим причинам.

## Достопримечательности
- Церковь Св. Бландины (XIX век)
- Замок Рошмонтес (XVII век). Исторический памятник с 1946 года[4]
- Замок Персен (XIV век)

## Города-побратимы
- Жименельс-и-эль-Пла-де-ла-Фон (Испания)

## Фотогалерея

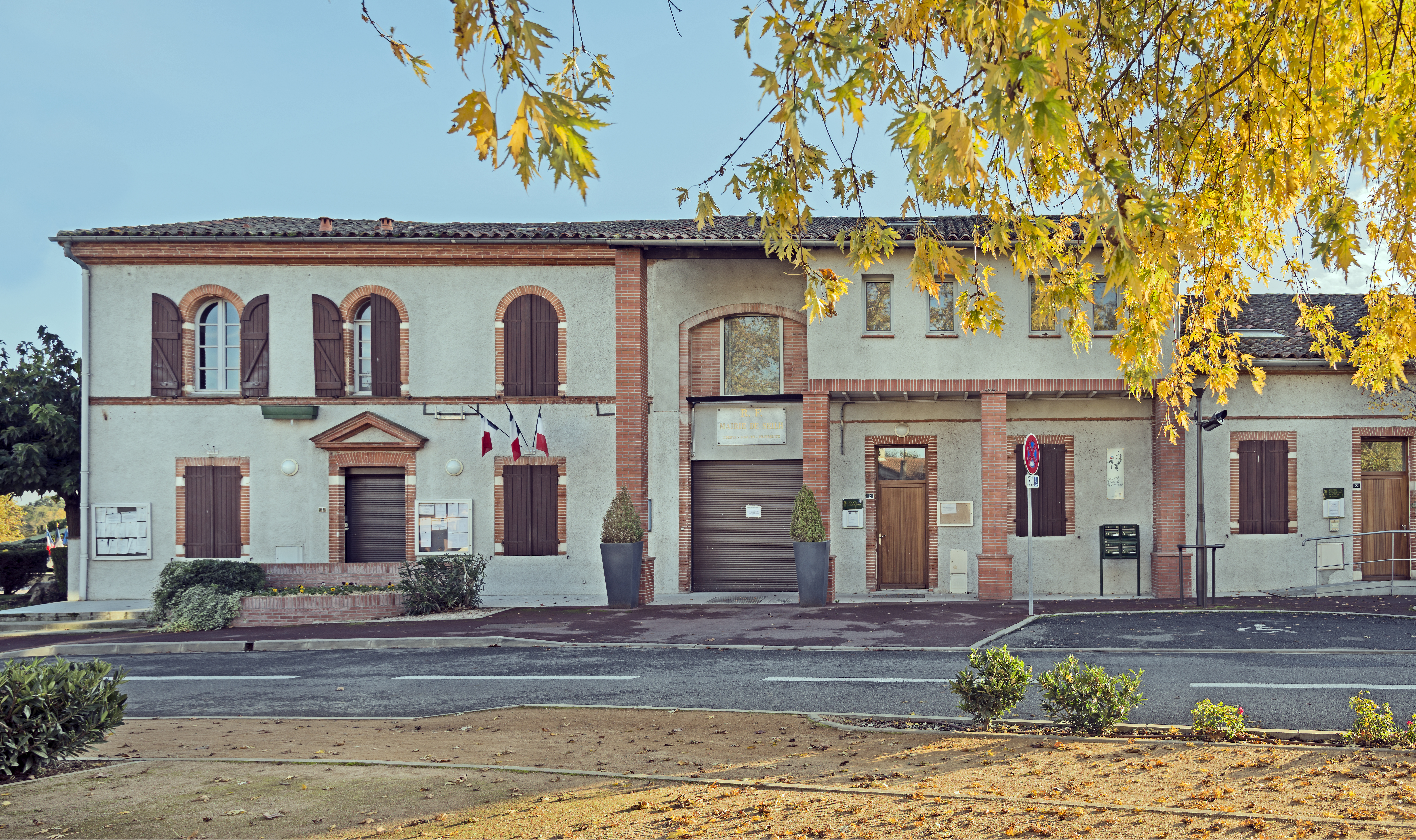
Мэрия
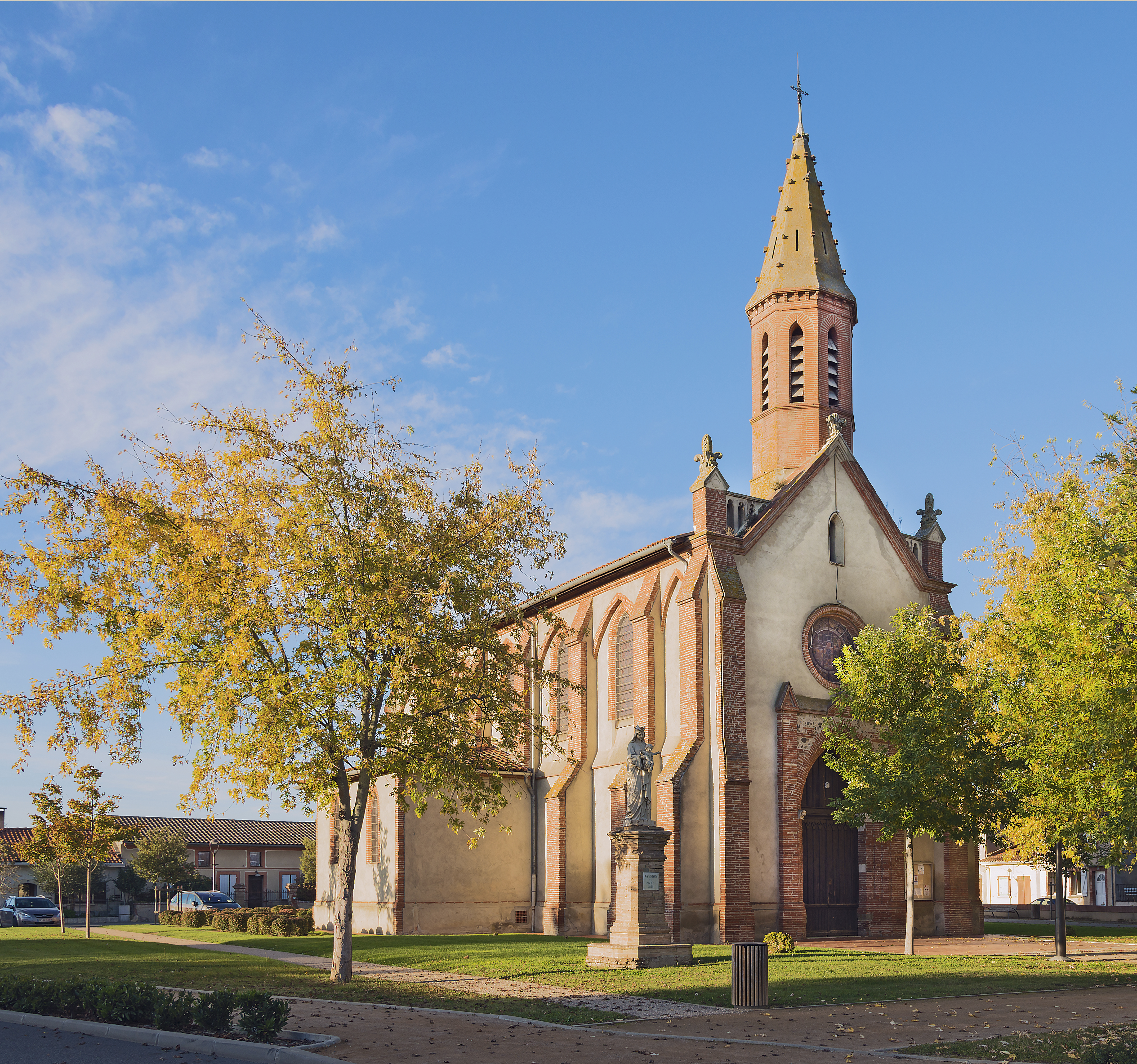
Церковь Св. Бландины
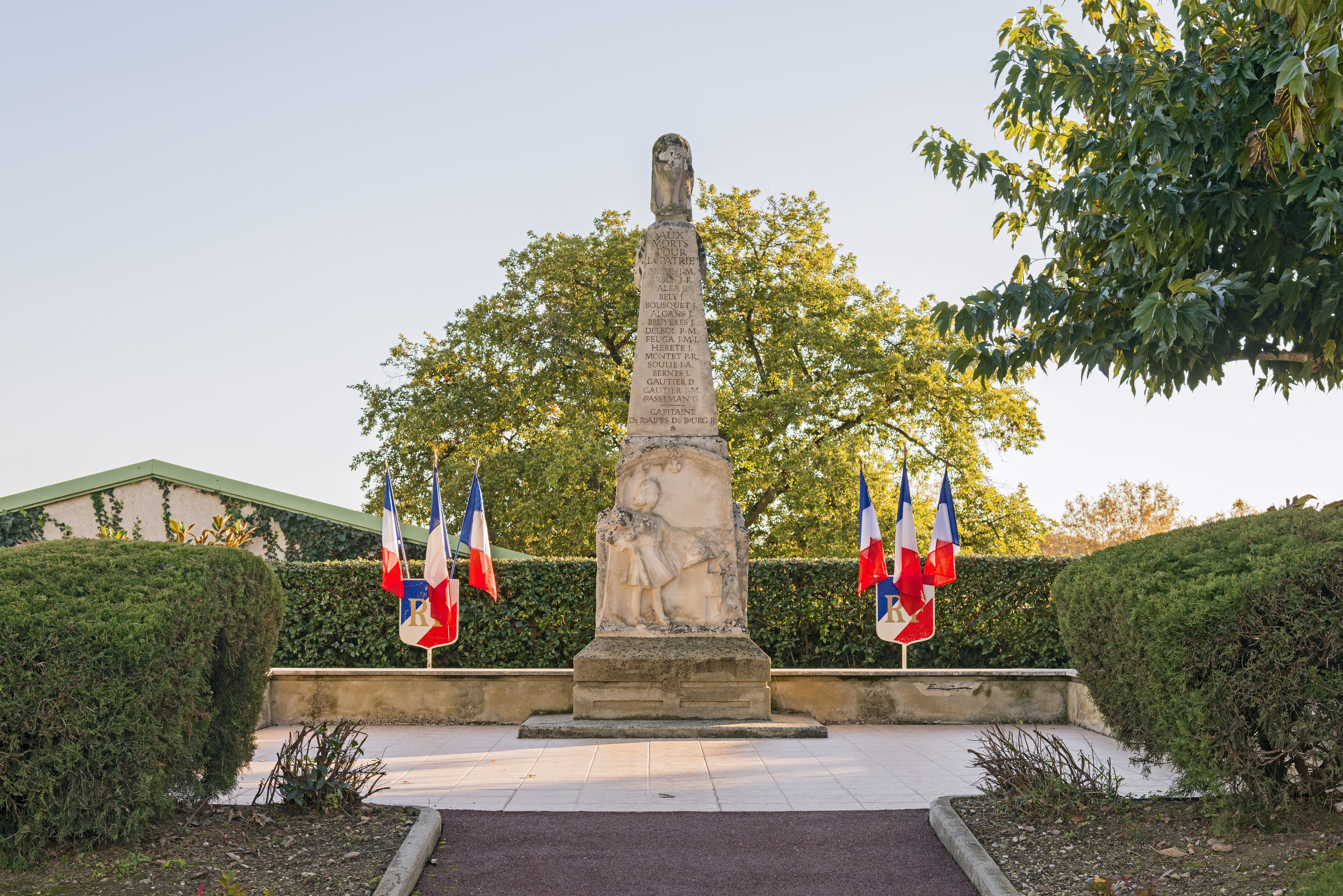
Военный мемориал
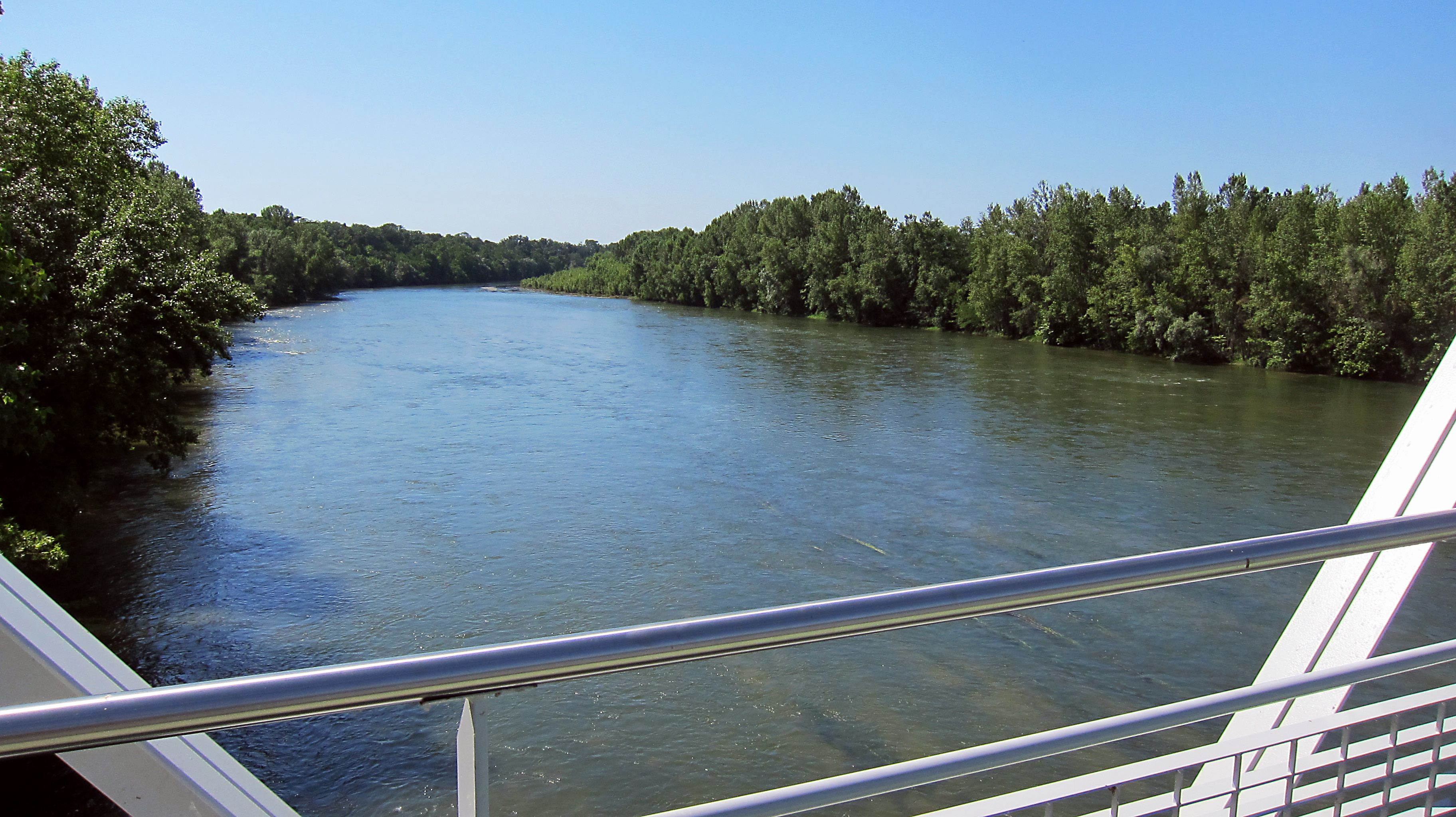
Река Гаронна
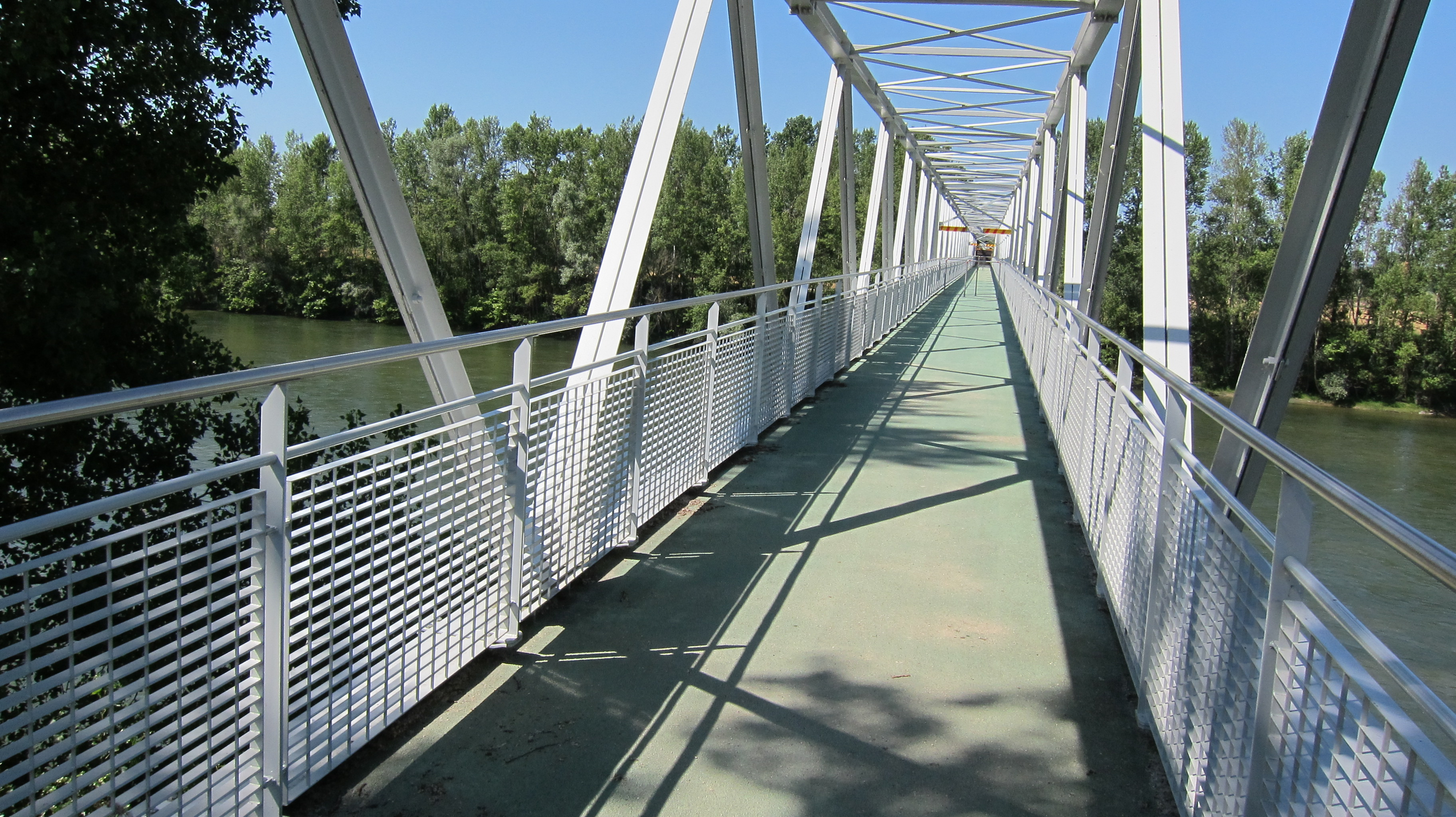
Мост через Гаронну